# Dariacore (álbum)
Dariacore é o álbum de estreia da produtora musical estadunidense Jane Remover, sob o pseudônimo leroy. Foi lançado em 14 de maio de 2021. Descrito como um álbum de mashups, Jane foi inspirada por Vektroid e por música SoundClown. Dariacore criou um gênero de mesmo nome e foi considerado um dos melhores álbuns de 2021 pelo The Fader.

## Antecedentes e composição
Jane disse que Dariacore basicamente foi ela se divertindo no FL Studio depois de se inspirar nas transmissões ao vivo da produtora musical Vektroid. Também se inspirou na faixa "glitchy" de Vektroid intitulada "Sick & Panic", além de música SoundClown. Jane também afirmou que havia acabado de assistir Daria, um de seus programas favoritos de todos os tempos. Assim, decidiu fazer upload de músicas sem nome em uma conta chamada leroy, com as capas sendo capturas de tela de episódios de Daria. Jane se referiu ao nome do subgênero como "uma piada que já dura há muito tempo".
Dariacore foi descrito como um álbum de mashups. Jordan Darville, do The Fader, escreveu que, "Graças ao seu amplo uso de breakbeats frenéticos, Dariacore poderia ser descrito como um neto do drum and bass, com um coração que bombeia leite de Sucrilhos". Em uma resenha da Sputnikmusic, Kirk Bowman disse que o álbum "se baseia em várias fontes, como hyperpop, drum and bass, vários memes e muita música pop". Foi lançado em 14 de maio de 2021.

## Recepção e legado
| Críticas profissionais | Críticas profissionais |
| Avaliações da crítica  | Avaliações da crítica  |
| Fonte                  | Avaliação              |
| ---------------------- | ---------------------- |
| Sputnikmusic           | 4.3/5                  |

Em uma resenha de 4.3/5 para a Sputnikmusic, Kirk Bowman afirmou que "leroy [...] tem provado o seu valor várias vezes apenas este ano, mas na minha opinião, este é o seu ponto alto", e disse que "este é o som de alguém que adora música [...] e tem um enorme talento combinando isso com um senso de humor, uma atenção curta e, acima de tudo, brilhante musicalidade". Dariacore foi listado como o 40.º melhor álbum de 2021 pela equipe do The Fader. Jordan Darville escreveu que "talvez cada geração precise de um Frankenstein musical, e se esse for o caso, fico feliz que a Geração Z tenha leroy".
Com Dariacore, Jane é creditada como a criadora do gênero de mesmo nome, que inspirou uma onda de artistas no SoundCloud. Em uma resenha de seu álbum Frailty, este lançado sob Jane Remover, Mano Sundaresan escreveu para a Pitchfork que "[Jane] pode ter tido seu momento definidor do ano ao inventar um glorioso microgênero de mashups de Jersey club com toques de shitpost chamado dariacore". Com a popularidade do álbum, ela afirmou: "Acho que as pessoas simplesmente pegaram o ritmo e quiseram se juntar a mim, e foi assim que aconteceu. Gosto de ver como todos se divertem com isso. Quero mantê-lo separado [de Jane Remover], mas também não tenho realmente uma direção específica para levar leroy. Apenas faço o que quero lá e todas as músicas acabaram soando iguais." O álbum teve duas sequências: Dariacore 2: Enter Here, Hell to the Left (2021) e Dariacore 3... At Least I Think That's What It's Called? (2022).

## Lista de faixas
1. "Ricky Bobby" — 2:00
2. "Parental Rift" — 2:05
3. "Go White Enby Go"[a] — 1:16
4. "Outside" — 1:35
5. "1235" — 1:54
6. "Theyfriend" — 1:52
7. "2008" — 1:26
8. "Copyright Strike My Fucking Nuts" — 2:32
9. "Will Work for Food" — 1:30
10. "Bluuuueeeee" — 1:50
11. "Die in My Dream" — 2:05
12. "Turmoiled" — 1:38
13. "Dessert" — 1:43
14. "2on" — 1:51
15. "Shashshashshash" — 2:02
16. "Virginity Rockstar" — 1:39

Notas
- Todas as faixas estilizadas em caixa baixa.